# Фаца Рошије (Хунедоара)
Фаца Рошије (рум. Fața Roșie) насеље је у Румунији у округу Хунедоара у општини Батрана. Oпштина се налази на надморској висини од 734 m.

## Становништво
Према подацима из 2002. године у насељу је живело 33 становника, од којих су сви румунске националности.